# Гостродзьобик зяючий
Гостродзьобик зяючий (Oxyrrhynchium hians) — вид мохів порядку гіпнобрієвих (Hypnales).

## Поширення
Ареал охоплює такі частини світу: Європа, Африка, Північна Америка, Азія.
Населяє ґрунт, відкритий гумус у лісах, скелі, гнилі колоди, основи дерев, від середньо-вологих до мокрих умови, від глибокої тіні до сонячних місць; на висотах від 0 до 800 метрів.

## Характеристика

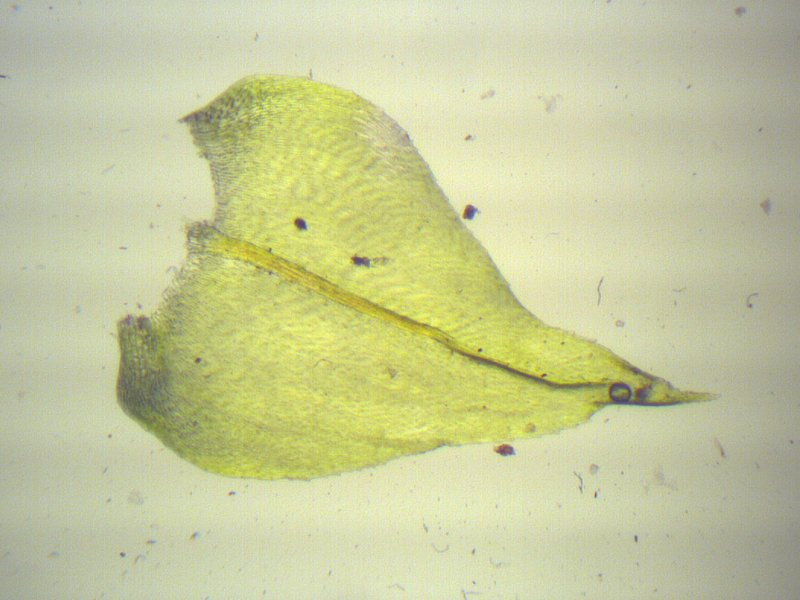

Рослини блискучі. Стебла 3–10 см, гілки 4–12 мм. Стеблові листки найширші на 1/7–1/3 довжини листа, 0.7–1.3 × 0.5–0.8 мм. Листя гілок 0.8–1.1 × 0.4–0.7 мм. Коробочкові ніжки 1–2.5 см. Коробочки 2 мм.